# Abdellatif Abuhif
Abdellatif Chamis Abuhif, auch Abdellatief Abouheif oder Abdel Latif Abu Heif (arabisch عبد اللطيف خميس أبو هيف, DMG ʿAbd al-Laṭīf Ḫamīs Abū Hayf; * 30. Januar 1929 in Alexandria; † 23. April 2008 ebenda) war ein ägyptischer Freiwasserschwimmer. 2001 wurde er zum „Marathonschwimmer des Jahrhunderts“ gewählt.

## Schwimm-Karriere
Abdellatif Abuhif wurde in Alexandria als achtes von 15 Kindern eines Lehrers und Parlamentsabgeordneten geboren. Seine Leidenschaft für das Schwimmen wurde durch die Filme mit Johnny Weissmüller geweckt, und mit neun Jahren gewann er seinen ersten Pokal. 1951 überquerte er als dritter Ägypter schwimmend den Ärmelkanal. In Anerkennung dieser Leistung sandte ihn König Faruq zur Ausbildung nach Großbritannien, wo er am Eton College und an der Royal Military Academy Sandhurst studierte. Anschließend kehrte er nach Ägypten zurück und trat in die Armee ein, wo er den Rang eines Obersts erreichte.
Zwischen 1953 und 1972 absolvierte Abuhif, Spitzname Nilkrokodil, rund 70 internationale Wettbewerbe im Freiwasserschwimmen, auch Marathonschwimmen genannt, über Strecken zwischen 30 und 80 Kilometer. 1964, 1965 und 1968 war er der Sieger einer Rennserie in Kanada, den Vereinigten Staaten, Italien und Südamerika, die von der Marathon Swimming Federation veranstaltet wurde. Die meisten dieser 70 Rennen gewann er, und nur zwölfmal belegte er einen schlechteren als den dritten Platz. Er schwamm dreimal durch den Ärmelkanal, wobei er einmal einen neuen Rekord aufstellte, sowie durch den Lac Saint-Jean, von Capri nach Neapel, durch den Nil, die Seine und viele andere Gewässer.
1963 durchquerte Abuhif auf einer Strecke von 60 Meilen den Michigansee in 34 Stunden und 45 Minuten, wobei die Wassertemperatur nur ca. 12 Grad betrug. Dabei hätte er sich eigentlich mit einem anderen Schwimmer ablösen sollen, der aber schon nach wenigen Stunden aufgeben musste. 1970 schwamm er den Río Paraná in Argentinien über 458 Kilometer in 60 Stunden hinab. Wegen dieser beiden Leistungen zählt er zum 24-Hour Club, einer Gruppe von Schwimmern, die Rennen mit einer längeren Dauer als 24 Stunden absolviert haben.

## Ehrungen
1964 wurde Abuhif in die International Marathon Swimming Hall of Fame aufgenommen, 1998 in die International Swimming Hall of Fame, die ihn als „größten Marathonschwimmer der Sportgeschichte“ bezeichnet, und 2001 wurde er zum „Marathonschwimmer des Jahrhunderts“ gewählt. Da Marathonschwimmen in Ägypten seinerzeit eine populäre Sportart war, ist er ein nationaler Held, nach dem Straßen und Gebäude benannt sind. Die Schwimmbecken im Gezira Sporting Club, dem ältesten und exklusivsten Sportclub Ägyptens, sind nach ihm benannt sowie ein Strand in seiner Heimatstadt.
Außerhalb von Ägypten hingegen ist sein Name nur in Fachkreisen bekannt: “Had he been North American or European, Abu Heif would almost surely be far better known than he is today.” (deutsch: „Wäre er Nordamerikaner oder Europäer gewesen, wäre Abuhif höchstwahrscheinlich wesentlich bekannter als er es heute ist.“)

## Persönliches
Abdellatif Abuhif spielte Klavier und sprach sechs Sprachen. Er war ca. 1,80 Meter groß, wog zu Wettkampfzeiten rund 100 Kilogramm, hatte einen Bauchansatz und war für seinen großen Appetit bekannt: Vor Wettbewerben aß er schon mal zwei Brathähnchen. Einer seiner Fans beschrieb ihn: “A big set of beautiful white teeth in a friendly grin, and a picture of a huge stomach.” (deutsch: „Ein freundliches Grinsen mit vielen schönen weißen Zähnen und ein Bild von einem großen Bauch.“)
Bekannt war Abuhif auch für seine Großzügigkeit. So gewann er 1952 gemeinsam mit seinem Landsmann Mari Hamad ein Streckenschwimmen in der Seine und überließ das ihm zustehende Geld dem nach einem Unfall querschnittsgelähmten französischen Schwimmer Georges Valery. 1955 siegte er bei einem Schwimmwettbewerb durch den Ärmelkanal trotz starker internationaler Konkurrenz und spendete seine Prämie der siebenköpfigen Familie eines Schwimmers, der bei dem Versuch, den Kanal ohne Begleitung zu durchqueren, ertrunken war.
Verheiratet war Abdellatif Abuhif mit der bekannten Opernsängerin (Sopran) und früheren Reiterin Manar Abuhif. Sein Sohn Nasser Abuhif war 1994 und 1995 ägyptischer Meister im Autocross.
Abuhif starb 2008 an den Folgen einer Hepatitis.